# Assassinat al canal del Migdia
Assassinat al canal del Migdia (títol original en francès, Le Canal des secrets) és un telefilm policial francobelga dirigit per Julien Zidi amb guió de Fabienne Lesieur, Anne-Élisabeth Le Gal i Jérémy Minui i emès per primera vegada a Bèlgica el 23 de gener 2020 a La Une, a Suïssa el 7 de febrer a RTS Un i a França l'11 de febrer a France 3. S'ha doblat al valencià per a À Punt.
És una coproducció de Septembre Productions, France Télévisions, Be-FILMS i RTBF, produïda amb el suport de la regió d'Occitània.

## Rodatge
El rodatge va tenir lloc del 21 d'agost al 17 de setembre de 2019 al departament occità d'Aude al llarg del canal del Migdia, a Castellnou d'Arri, La Bastida d'Anjau, Sant Felitz de Lauragués, Salas d'Èrs, la rescola de Roc, a la barcassa Kapadokya, a banda de Tolosa de Llenguadoc (Alta Garona).
Una seixantena de tècnics, majoritàriament de la regió, van treballar al film.

## Audiència
Per a la seva primera emissió a França, l'11 de febrer de 2020, la pel·lícula va assolir el primer lloc amb 4,98 milions d'espectadors, cosa que va representar el 23,1% de quota de pantalla.